# Олійниченко Костянтин Якимович
Костянтин Якимович Олійниченко (?, тепер Донецька область — ?) — український радянський партійний діяч, 1-й секретар Ждановського (Маріупольського) міського комітету КПУ Сталінської (Донецької) області. Член Ревізійної Комісії КПУ в 1960—1966 р.  

## Біографія
Служив у Червоній армії.
Член ВКП(б) з 1944 року.
Перебував на відповідальній партійній роботі.
У листопаді 1953 — 1963 року — 1-й секретар Ждановського міського комітету КПУ Сталінської (Донецької) області.

## Нагороди
- орден Леніна (19.07.1958)
- ордени
- медалі